# Quercus rex
Quercus rex là một loài thực vật có hoa trong họ Cử. Loài này được Hemsl. miêu tả khoa học đầu tiên năm 1899.

## Hình ảnh